# Народен съюз на Естония
Народен съюз Естония е политическа партия в Естония. Това е най-голямата по брой членове партия в Естония, имаща 9284 члена.
Основана през 1994 година, през 2012 година партията се обединява с Естонското патриотично движение в Консервативна народна партия на Естония.